# Foreland
Un foreland ou avant-pays désigne la zone de desserte d'un ensemble de lignes régulières de transport à partir d'un port ou d'un aéroport. En géographie, il désigne plus précisément la zone d'influence et les relations économiques d'un port avec des territoires situés au-delà des mers.
L'importance du foreland est étroitement liée aux capacités d'accueil d'un port (infrastructure et services) ainsi qu'à l'étendue de son arrière-pays.